# Enisa
Enisa je žensko osebno ime.

## Izvor imena
Ime Enisa je različica moškega osebnega imena Enes.

## Pogostost imena
Po podatkih Statističnega urada Republike Slovenije je bilo na dan 31. decembra 2007 v Sloveniji število ženskih oseb z imenom Enisa: 234.